# Căn cứ Bình Thành
Khu di tích lịch sử cách mạng tỉnh Long An hay còn gọi là  Căn cứ Bình Thành là khu căn cứ cách mạng của tỉnh Long An, Việt Nam.

## Vị trí
Khu di tích lịch sử cách mạng tỉnh Long An tọa lạc tại xã Bình Hòa Hưng, huyện Đức Huệ, tỉnh Long An. Di tích cách thị trấn Đông Thành 20 km về phía Đông, cách Mỏ Vẹt (biên giới Campuchia) 3 km về phía Tây.

## Lịch sử
Khu di tích lịch sử cách mạng tỉnh Long An còn được gọi là căn cứ Bình Thành hay Quân khu Đông Thành.
Căn cứ Bình Thành là một vùng đất trũng thấp có nhiều bưng trấp xen lẫn với những giồng đất cao tạo nên một địa hình khá phức tạp thuộc huyện Đức Huệ, tỉnh Long An. Khu vực này nằm ở vị trí tiếp giáp giữa miền Đông và miền Tây Nam Bộ, gần với Sài Gòn và dựa lưng vào nước bạn Campuchia. Với những điều kiện ấy, Bình Thành đã trở thành một căn cứ bưng biền độc đáo trong 2 cuộc kháng chiến chống thực dân Pháp và đế quốc Mỹ.
Với sự ra đời và phát triển của những phong trào đấu tranh chống xâm lược, căn cứ khu vực Bình Thành đã trở thành một địa danh lịch sử.
Sau cuộc Khởi nghĩa Nam kỳ (tháng 11 năm 1940), thành lập căn cứ Mớp Xanh (hay còn gọi căn cứ Bo Bo) trên địa bàn rộng khoảng 35 km, dài 70 km, nằm giữa 2 sông Vàm Cỏ Đông và Vàm Cỏ Tây, tiếp tục duy trì hoạt động, chuẩn bị khởi nghĩa lần hai.
Cuối tháng 3 năm 1941, Xứ ủy chủ trương giải thể Căn cứ Mớp Xanh (Bo Bo) do chưa đủ điều kiện khởi nghĩa lần hai.
Di tích khu vực Bình Thành được giới hạn bởi kinh Hai Ngàn và Tỉnh lộ 839 ở phía Bắc, kinh 62 ở phía Đông, kinh T4 ở phía Tây, kinh 1000 ở phía nam với tổng diện tích 90 ha.
Năm 1920, di tích thuộc xã Bình Thành, tổng Cửu Cư Thượng, huyện Thủ Thừa, tỉnh Tân An cho đến năm 1945.
Năm 1946, Ủy ban hành chính kháng chiến Nam Bộ ra quyết định thành lập Quân khu Đông Thành là căn cứ của Bộ Tư lệnh Khu 7 do Trung tướng Nguyễn Bình làm Khu bộ trưởng.
Trong những năm chống Mỹ, khu vực Bình Thành đã được Tỉnh ủy Long An chọn làm căn cứ để tiến hành cuộc đấu tranh giải phóng dân tộc đến ngày thắng lợi hoàn toàn.
Tháng 8 năm 1957, Xứ ủy thành lập căn cứ Bình Thành – Đức Huệ thành căn cứ Tỉnh ủy Long An do đồng chí Huỳnh Công Thân phụ trách.
Ngày 13 tháng 3 năm 1976, di tích lúc bấy giờ thuộc xã Bình Thành, huyện Đức Huệ, tỉnh Long An.
Ngày 13 tháng 1 năm 1994, di tích được đổi thuộc xã Bình Hòa Hưng, huyện Đức Huệ, tỉnh Long An.
Năm 1996, Ban quản lý dự án xây dựng tỉnh Long An được thành lập với nhiệm vụ phục hồi tôn tạo lại di tích lịch sử căn cứ Bình Thành với quy mô ban đầu là 93 ha.
Trong 2 cuộc kháng chiến chống thực dân Pháp và đế quốc Mỹ, Khu di tích được mệnh danh là "căn cứ của lòng dân".
Năm 1998, UBND tỉnh Long An thành lập Ban quản lý dự án Xây dựng khu di tích để tiến hành trùng tu, tôn tạo giai đoạn I với các hạng mục chính: Đền bù, san lấp, trồng cây xanh và một số hạng mục hạ tầng khác.
Ngày 17 tháng 4 năm 2001, UBND tỉnh Long An ban hành Quyết định số 1185/QĐ-UB phê duyệt dự án (giai đoạn II) với tổng diện tích sử dụng đất 98,25 ha. Trong đó: phần diện tích xây dựng 20,2 ha bao gồm 3 nhóm hạng mục chính với tổng cộng 14 hạng mục công trình.
Đến năm 2003, Ban quản lý dự án Xây dựng khu di tích được chuyển giao về Sở Văn hóa – Thông tin tỉnh Long An (nay là Sở Văn hóa – Thể thao và Du lịch tỉnh Long An) quản lý.
Ngày 21 tháng 10 năm 2013, UBND tỉnh Long An ban hành Quyết định số 3656/QĐ-UBND phê duyệt điều chỉnh dự án, bao gồm 45 hạng mục công trình từ nguồn vốn Chương trình mục tiêu Quốc gia về văn hóa của Trung ương hỗ trợ và ngân sách tỉnh, thời gian thực hiện 5 năm (2013 – 2017).
Ngày 2 tháng 9 năm 2017, khánh thành Khu di tích lịch sử Cách mạng tỉnh Long An với tổng diện tích 98,25 ha, trong đó, phần diện tích xây dựng là 20,2 ha, với tổng kinh phí đầu tư gần 183 tỉ đồng. Khu di tích gồm các hạng mục cơ bản: Khu bảo tồn nguyên trạng các điểm di tích gốc như Văn phòng Tỉnh ủy, Phòng họp Tỉnh ủy, Nhà làm việc của Thường trực Tỉnh ủy, bộ phận cơ yếu, văn thư, in ấn và khu các công trình tưởng niệm, trưng bày, công viên, cảnh quan.

## Di tích Quốc gia
Ngày 4 tháng 2 năm 1998, Bộ Văn hóa – Thông tin (nay là Bộ Văn hóa – Thể thao và Du lịch) ban hành Quyết định số 3518/QĐ-BVHTT về việc xếp hạng Căn cứ Bình Thành là di tích lịch sử cấp quốc gia.